# SIAI S.8
Die SIAI S.8 war ein einmotoriges Mehrzweckflugboot des italienischen Herstellers SIAI-Savoia, das ab 1917 für die italienische Marine (damals Regia Marina) produziert wurde.

## Geschichte
Die SIAI S.8 wurde von Raffaele Conflenti als einmotoriges Doppeldeckerflugboot entworfen und über zehn Jahre, vor allem als Aufklärer, aber auch als U-Bootjäger eingesetzt. Die Nachfolgemaschine SIAI S.9 wurde erst nach dem Ende des Krieges hergestellt.

## Konstruktion
Der bootsförmige Rumpf war aus Holz hergestellt, genauso wie die gleich großen, mit Stoff bespannten Tragflächen des zweistieligen Doppeldeckers. Im zweisitzigen Cockpit saßen Kommandant und Copilot oder Beobachter nebeneinander, wobei der zweite Mann auch das 7,7-mm-MG bediente.
Der Antrieb bestand aus einem Isotta Fraschini V.4B mit 160 PS. Dabei handelte es sich um einen flüssigkeitsgekühlten 6-Zylinder-Reihenmotor. Aufgrund von Lieferschwierigkeiten wurde gelegentlich auch ein Colombo F-150 mit 120 PS eingebaut. Spätere Flugzeuge verwendeten den leistungsfähigeren 220 PS (164 kW) Hispano-Suiza-44, der auch in der SPAD XII eingesetzt wurde. Zur U-Bootabwehr verfügte die S.8 über freifallende Bomben.
Es wurden 172 Stück von der S.8 für die italienischen Marineflieger hergestellt, die bis zum Ende des Ersten Weltkrieges und auch darüber hinaus eingesetzt wurden.

## Technische Daten
| Kenngröße             | Daten |
| --------------------- | --- |
| Besatzung             | 2 |
| Länge                 | 9,84 m |
| Spannweite            | 12,77 m |
| Höhe                  | 3,3 m |
| Flügelfläche          | 46 m² |
| Leermasse             | 900 kg |
| Startmasse            | 1375 kg |
| Reisegeschwindigkeit  | 130 km/h |
| Höchstgeschwindigkeit | 141 km/h |
| max. Dienstgipfelhöhe | 7000 m |
| Reichweite            | 700 km |
| Triebwerke            | ein Isotta Fraschini V.4 mit 160 PS (118 kW) oder Colombo F-150 mit 120 PS (88 kW) oder Hispano-Suiza-44 mit 220 PS (162 kW) |
| Bewaffnung            | 1 × 7,7 mm MG 120 kg Bomben unter den Tragflächen                                                                            |